# Wiosna panie sierżancie

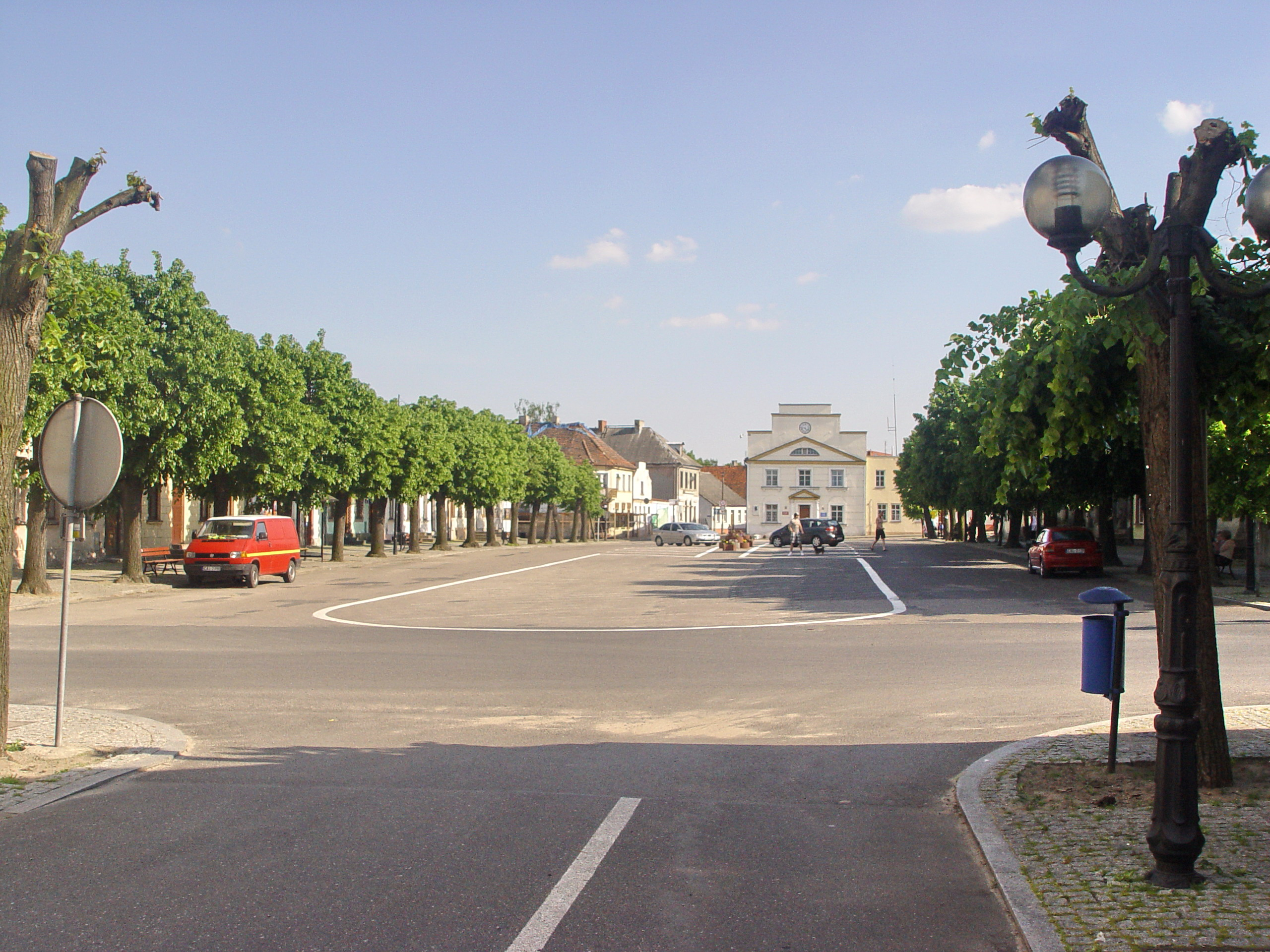
Rynek w Nieszawie, filmowym Trzebiatowie

Wiosna, panie sierżancie – polski kolorowy film komediowy z 1974 roku, w reżyserii Tadeusza Chmielewskiego. Premiera filmu miała miejsce 28 czerwca 1974 roku.
Film kręcono w Nieszawie i Ciechocinku (województwo kujawsko-pomorskie).

## Obsada
- Józef Nowak – Władysław Lichniak, starszy sierżant MO
- Małgorzata Pritulak – Hela
- Tadeusz Fijewski – Wyderko
- Tadeusz Kwinta – milicjant Brożyna, podwładny Lichniaka
- Ryszard Nawrocki – malarz Gienek
- Ryszard Markowski(inne języki) – przewodniczący Rady Narodowej w Trzebiatowie
- Henryk Łapiński – urzędnik Rady Narodowej w Trzebiatowie
- Jerzy Rogalski – Szczygieł
- Danuta Wodyńska – Michnikowa, matka Szczygła
- Leonard Andrzejewski – przewoźnik Wiktor
- Arkadiusz Bazak – kapitan MO
- Jan Himilsbach – stolarz Leon Marchelczyk
- Wirgiliusz Gryń – Kazakow, rosyjski żołnierz
- Zygmunt Zintel – Pasturczyk
- Witold Dederko – Ignacy Tumanek, śpiewak ludowy
- Józef Pieracki – ksiądz
- Bohdan Ejmont – porucznik MO
- Tadeusz Somogi – Kozłowski, członek komisji egzaminacyjnej
- Edward Wichura – członek komisji egzaminacyjnej
- Stefan Szmidt – kierowca autobusu
- Konrad Morawski – mieszkaniec Trzebiatowa (nie występuje w napisach)

## Opis fabuły
Akcja filmu rozgrywa się w fikcyjnej miejscowości – Trzebiatowie nad Wisłą, niewielkim miasteczku, z którego ludzie uciekają w poszukiwaniu pracy i lepszego życia do wielkich miast. Mieszkańcy w podnieceniu oczekują powrotu ukochanego sierżanta MO, Władysława Lichniaka, z pisemnego egzaminu maturalnego. Aby miał jak najlepsze warunki do nauki, w miasteczku obowiązuje cisza, a także zakaz picia w gospodzie, gdzie można spożyć tylko jeden kieliszek wódki do gorącego dania. Prowadzący izbę wytrzeźwień stary Wyderko zaczyna więc pędzić bimber. Sierżant niszczy mu jednak aparaturę do produkcji bimbru i poleca zająć się uczciwą pracą, np. zbieraniem stonki ziemniaczanej. Tymczasem Hela, młoda urzędniczka poczty nie może doczekać się aż kochający się w niej Szczygieł zdecyduje się na wspólny wyjazd z miasteczka, zaczyna więc interesować się sierżantem.